# Koralówka gruba
Koralówka gruba (Ramaria largentii Marr & D.E. Stuntz) – gatunek grzybów z rodziny siatkoblaszkowatychh (Gomphaceae). 

## Systematyka i nazewnictwo
Pozycja w klasyfikacji według Index Fungorum: Ramaria, Gomphaceae, Gomphales, Phallomycetidae, Agaricomycetes, Agaricomycotina, Basidiomycota, Fungi.
Synonimy nazwy naukowej:
- Ramaria largentii var. citrina Schild 1992
- Ramaria largentii Marr & D.E. Stuntz 1974, var. largentii

Nazwę koralówka gruba podają niektóre atlasy grzybów. Dawniej nazywany był gałęziakiem grubym.  

## Morfologia
Owocnik
Należy do największych koralówek górskich lasów iglastych. Bogato rozgałęziony, dochodzi do 17(20) centymetrów wysokości. Intensywnie żółty lub pomarańczowożółty, w miejscach skaleczeń oraz na końcach gałązek cytrynowożółty. Gałęzie bardzo gęsto ustawione, bogato rozczłonowane, z wiekiem kończą się krótkimi, tępymi i zębatymi lub wyglądającymi jak ułamane czubkami.
Trzon
Mocny, u podstawy białawy, a przy przejściu w dolną, w górną gałąź jest przeważnie żółty. 
Miąższ
Brudnobiaławy, pod hymenoforem. Zapachem przypomina gumę, lub też zapach gabinetu dentystycznego.
Wysyp zarodników
Ochrowożółty. Zarodniki żółtoochrowe, prawie cylindryczne, wyraźnie brodawkowate, o rozmiarach 11-15,5 x 4-5,5 µm.

## Występowanie i siedlisko
Ramaria largentii notowany jest tylko w niektórych krajach Europy i nielicznych miejscach w USA. W Polsce nie notowany, występuje jednak na Słowacji.
Rośnie od sierpnia do września. Często spotykany w górskich lasach świerkowych, na glebach zawierających wapń; w Alpach nierzadki.

## Znaczenie
Grzyb jadalny: za młodu jadalny. Stare końce gałązek mają gorzki smak i trzeba je odrzucać, ponieważ powodują zaburzenia trawienne.

## Gatunki podobne
Koralówka żółknąca (Ramaria flavescens), koralówka strojna (Ramaria formosa), trująca, koralówka złocista (Ramaria aurea).